# 임채성 (정치인)
임채성(林采城, 1986년 2월 26일 ~ )은 대한민국의 제4대 세종특별자치시의원이다.

## 학력
- 충남대학교 대학원 체육학과 박사 졸업(이학 박사)

## 경력
- 더불어민주당 중앙당 부대변인
- 더불어민주당 세종특별자치시당 청년위원회 부위원장
- 2018.07 ~ 2022.06: 제3대 세종특별자치시의회 의원
- 2022.07 ~: 제4대 세종특별자치시의회 의원
  - 2024.07 ~: 제4대 세종특별자치시의회 후반기 의장
- 2024.09~: 제19대 전반기 대한민국시도의회의장협의회 고문

## 역대 선거 결과
|  | 77.14% |

|  | 57.49% |